# Alfred Galopin
Pour les articles homonymes, voir Galopin.
Alfred Galopin, né le 6 décembre 1852 à Saint-Satur et mort le 29 août 1931 était un général et ingénieur français. Il a donné son nom aux tourelles à éclipse des fortifications de l'Est dont la dernière encore en état de fonctionnement se trouve au fort d'Uxegney.

## Biographie
Élève à Polytechnique, il est ensuite nommé à l'École d'application de Fontainebleau en 1873. Promu lieutenant le 1er octobre 1875, il est affecté au 1er régiment du génie et sert à Versailles. Il est promu capitaine le 1er octobre 1878 et attaché à la mission militaire au Japon durant deux ans. Il reçoit l'ordre du Soleil Levant. Galopin prend alors une spécialité dans les chemins de fer. Revenu brièvement en France servir à la compagnie des ouvriers militaires des chemins de fer, il part en Algérie en 1881 lors de l'insurrection du sud oranais et est chargé de la construction du chemin de fer entre Méchéria et Kreider. 
En mai 1882, il est de retour à Paris et il est nommé à la chefferie des parcs de chemins de fer. En octobre 1883, il passe à la section technique du génie à l'Ḗtat major, attaché au service des cuirassements. Durant l'exposition universelle de 1889, il est nommé membre de la commission chargée de chercher et d'étudier les objets pouvant intéresser l'armée. Durant sa présence à la section technique, il rédige un mémoire sur un projet de tourelle à éclipse manœuvrable à bras d'homme. Cette tourelle sera mise en production sous le nom de «tourelle Galopin» dans les fortifications de l'Est. Il est alors nommé chevalier de la Légion d'Honneur le 8 juillet 1889. 
Galopin est nommé chef de bataillon le 27 octobre 1892. En 1896, il est promu chef du génie à Fontainebleau, puis en 1898, il est nommé au 5e régiment du génie à Versailles. Sa spécialité des chemins de fer est une nouvelle fois reconnue et en avril 1899, il est nommé commandant l'école de chemin de fer à Versailles. Il témoigne pour Dreyfus au procès de Rennes la même année. Il est décoré de l'ordre de l'Épée de Suède en 1900. Lieutenant Colonel le 19 novembre 1901, il passe au 4e régiment du génie à Grenoble.
Galopin prend ensuite le commandement du génie à Marseille après sa nomination comme colonel le 24 décembre 1904. Le 11 juillet 1907, il prend le commandement du 4e régiment du génie et est nommé officier de la Légion d'Honneur le 30 décembre 1908.
Passé général de Brigade, il est nommé commandant du Génie du 14e corps d'armée, puis commandant la place de Paris en 1911, membre du comité du Génie. 
Général de division, il est gouverneur de Nice en 1914. Lors d'une inspection en hiver, il se fait semoncer par le général Joffre pour avoir objecté au désir du généralissime de voir la position du massif de l'Authion, celle-ci étant d'un accès difficile à des altitudes d'environ 2000 mètres.

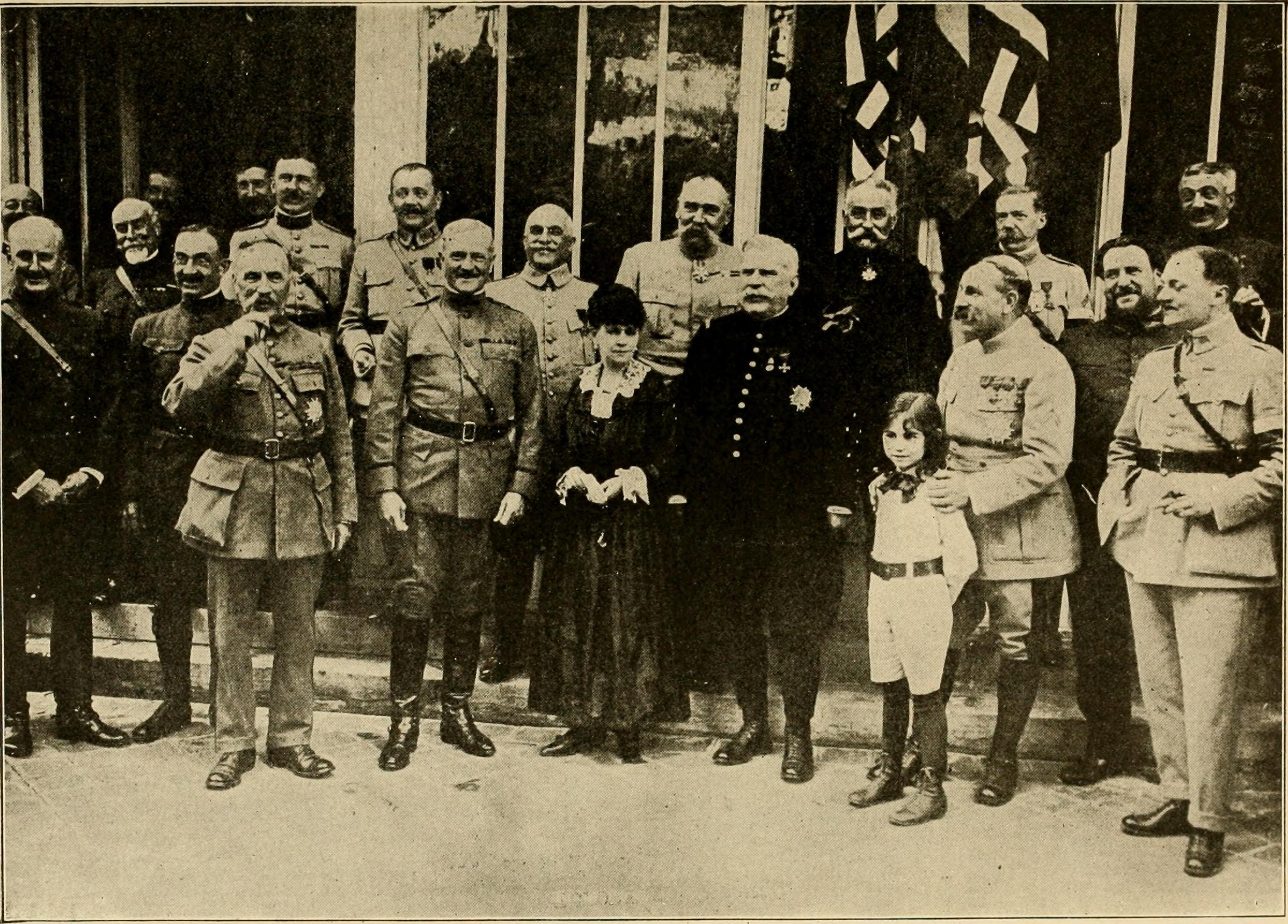
Avec les généraux Joffre, Foch et Pershing.

Durant la guerre, il commande la Place de Paris et la 83e division territoriale.

## Décorations
- Commandeur de la Légion d'honneur le 15 septembre 1915.